# Marquillies

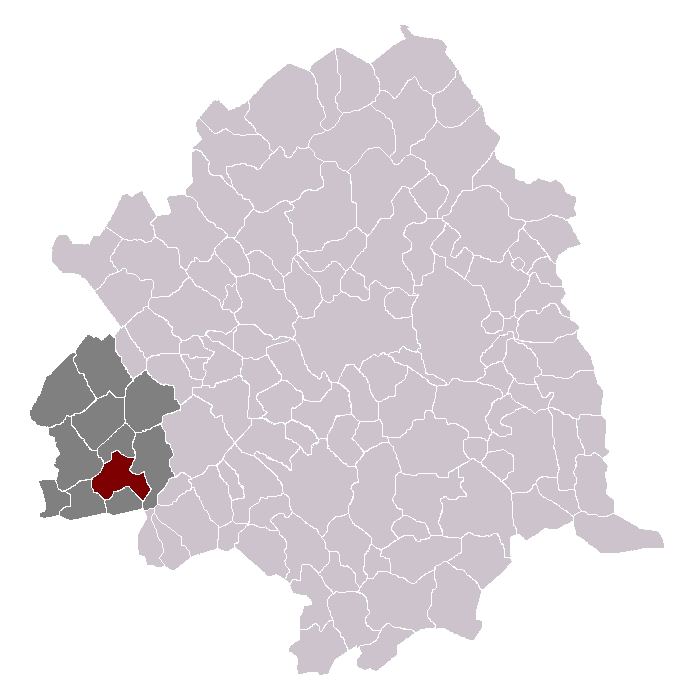
Ubicació de Marquilles dins del seu cantó i districte

Marquillies és un municipi francès, situat a la regió dels Alts de França, al departament del Nord. L'any 2006 tenia 1.752 habitants. Limita al nord amb Wicres, a l'oest amb Illies, a l'est amb Sainghin-en-Weppes, al sud-oest amb Salomé, al sud amb Hantay i al sud-est amb Billy-Berclau.

## Demografia
| 1962                                       | 1968  | 1975  | 1982  | 1990  | 1999  | 2006  |
| ------------------------------------------ | ----- | ----- | ----- | ----- | ----- | ----- |
| 1.249                                      | 1.302 | 1.297 | 1.392 | 1.445 | 1.602 | 1.752 |
| Des de 1962: població sense dobles comptes |       |       |       |       |       |       |

## Administració
| Període | Identitat    | Partit |
| ------- | ------------ | ------ |
| 1995-   | Éric Bocquet | PCF    |